# Liste des œuvres publiques du 12e arrondissement de Paris
Cet article recense les œuvres d'art public du 12e arrondissement de Paris, en France.

## Liste

### Sculptures
Beaucoup de sculptures sont situées dans des espaces verts, principalement dans le bois de Vincennes (tout spécialement dans le parc floral), le jardin de Reuilly et le parc de Bercy. Le bâtiment du ministère de l'économie et des finances accueille de nombreuses réalisations,.
| Œuvre                                                     | Auteur                                    | Localisation                                                                            | Notes                                                                      | Installation          | Coordonnées                      | Illustration                                              |
| --------------------------------------------------------- | ----------------------------------------- | --------------------------------------------------------------------------------------- | -------------------------------------------------------------------------- | --------------------- | -------------------------------- | --------------------------------------------------------- |
| À cœur ouvert                                             | Oleg Goudcoff (1926-2015)                 | Parc floral                                                                             | Cartel sur place donne le nom de l'artiste et la date                      | 1966                  | à géolocaliser                   | Image manquante                                           |
| Amazone                                                   | Georges Chauvel                           | Jardin de Reuilly                                                                       |                                                                            | 1937                  | 48° 50′ 31″ nord, 2° 23′ 16″ est | Amazone                                                   |
| Azimuthage                                                | Marcel Van Thienen                        | Parc floral                                                                             |                                                                            |                       | à géolocaliser                   | Image manquante                                           |
| Monument à Ludwig van Beethoven                           | José de Charmoy                           | Bois de Vincennes (pelouse de Fontenay)                                                 | Inachevé : seul le socle subsiste                                          | Début des années 1910 | 48° 50′ 33″ nord, 2° 27′ 20″ est | Monument à Ludwig van Beethoven                           |
| Cadran solaire                                            | Jean-Loup Doucet et Régine Doucet         | Jardin de Reuilly                                                                       |                                                                            |                       | 48° 50′ 33″ nord, 2° 23′ 14″ est | Cadran solaire                                            |
| Chasseur à pied                                           | Auguste Arnaud                            | Redoute de Gravelle, au-dessus de l'autoroute A4                                        |                                                                            |                       | 48° 49′ 06″ nord, 2° 27′ 19″ est | Chasseur à pied                                           |
| Les Complots                                              | Sylvie Auvray                             | Boulevard Poniatowski                                                                   | Réalisée sur le tracé du tramway 3a,                                       | 2012                  | à géolocaliser                   | Image manquante                                           |
| Couple en marche                                          | Polska                                    |                                                                                         |                                                                            |                       | à géolocaliser                   | Image manquante                                           |
| Courteline                                                | Félix Benneteau-Desgrois                  | Square Courteline                                                                       |                                                                            | 1935                  | 48° 50′ 41″ nord, 2° 24′ 08″ est | Image manquante                                           |
| La Dame de Bercy                                          | Michel Charpentier                        | Ministère de l'Économie et des Finances, douves le long du boulevard de Bercy           |                                                                            |                       | à géolocaliser                   | Image manquante                                           |
| ...Dans le bonheur                                        | Diadji Diop                               | Palais de la Porte Dorée                                                                |                                                                            |                       | 48° 50′ 06″ nord, 2° 24′ 31″ est | Image manquante                                           |
| La Danse                                                  | Charles Malfray                           | Jardin de Reuilly                                                                       |                                                                            | 1937                  | à géolocaliser                   | La Danse                                                  |
| La Demeure 10                                             | Étienne-Martin                            | Parc de Bercy                                                                           |                                                                            | 1968                  | 48° 49′ 59″ nord, 2° 23′ 07″ est | La Demeure 10                                             |
| Les Échanges                                              | Romaine Lorquet                           |                                                                                         | bas-relief                                                                 |                       | à géolocaliser                   | Image manquante                                           |
| Éléments noués                                            | Kim Hamisky                               | Ministère de l'Économie et des Finances, dalle de l'allée de Bercy                      |                                                                            |                       | à géolocaliser                   | Image manquante                                           |
| Les Enfants du Monde                                      | Rachid Khimoune                           | Parc de Bercy                                                                           |                                                                            |                       | 48° 50′ 10″ nord, 2° 22′ 46″ est | Image manquante                                           |
| Eugène Étienne                                            |                                           | Jardin d'agronomie tropicale                                                            |                                                                            |                       | 48° 50′ 01″ nord, 2° 28′ 03″ est | Eugène Étienne                                            |
| La France apportant la paix et la prospérité aux colonies | Léon-Ernest Drivier                       | Place Édouard-Renard, extrémité de la fontaine de la Porte Dorée                        | Également connue sous le nom de La France colonisatrice ou statue d'Athéna | 1930                  | 48° 50′ 06″ nord, 2° 24′ 28″ est | La France apportant la paix et la prospérité aux colonies |
| Les Fruits de la terre                                    | Georges Jeanclos                          | Ministère de l'Économie et des Finances, porte d'honneur                                | porte, bas-relief                                                          |                       | à géolocaliser                   | Image manquante                                           |
| Le Génie de la Liberté                                    | Auguste Dumont                            | Place de la Bastille                                                                    |                                                                            | 1836                  | 48° 51′ 12″ nord, 2° 22′ 09″ est | Le Génie de la Liberté                                    |
| Grand Dialogue                                            | Alicia Penalba                            | Parc floral                                                                             |                                                                            |                       | à géolocaliser                   | Image manquante                                           |
| Grand Navire                                              | Jean Amado                                | Parc floral                                                                             |                                                                            |                       | à géolocaliser                   | Image manquante                                           |
| Hommage à Léon                                            | César                                     | Ministère de l'Économie et des Finances, douves le long du boulevard de Bercy           |                                                                            |                       | à géolocaliser                   | Image manquante                                           |
| L'Homme                                                   | Jean-Robert Ipoustéguy                    | Ministère de l'Économie et des Finances, douves le long du boulevard de Bercy           |                                                                            |                       | à géolocaliser                   | Image manquante                                           |
| Jardinier                                                 |                                           | Jardin de l'école Du Breuil                                                             |                                                                            |                       | 48° 49′ 24″ nord, 2° 27′ 40″ est | Jardinier                                                 |
| Ligne-volume                                              | Yaacov Agam                               | Parc floral                                                                             |                                                                            |                       | à géolocaliser                   | Image manquante                                           |
| Lionnes                                                   | Henri Navarre                             | Devant le palais de la Porte Dorée                                                      |                                                                            |                       | 48° 50′ 06″ nord, 2° 24′ 32″ est | Image manquante                                           |
| Livre                                                     | Erich Hauser                              |                                                                                         |                                                                            |                       | à géolocaliser                   | Image manquante                                           |
| Marayat                                                   | Jean-Pierre Darnat                        |                                                                                         |                                                                            |                       | à géolocaliser                   | Image manquante                                           |
| Marines                                                   | Henri de Miller                           | Ministère de l'Économie et des Finances, dalle de l'allée de Bercy                      |                                                                            |                       | à géolocaliser                   | Image manquante                                           |
| Mesure pour mesure                                        | Daniel Pontoreau                          |                                                                                         |                                                                            |                       | à géolocaliser                   | Image manquante                                           |
| Monument à Berty Albrecht                                 | Michèle Forgeois                          | Place du Bataillon-du-Pacifique                                                         |                                                                            | 1984                  | 48° 50′ 25″ nord, 2° 22′ 48″ est | Image manquante                                           |
| Monument à la gloire de l'expansion coloniale française   | Jean-Baptiste Belloc                      |                                                                                         |                                                                            |                       | 48° 50′ 05″ nord, 2° 28′ 07″ est | Monument à la gloire de l'expansion coloniale française   |
| Monument à la mission Marchand                            | Roger-Henri Expert et Léon Georges Baudry | Avenue Daumesnil                                                                        |                                                                            |                       | 48° 50′ 04″ nord, 2° 24′ 32″ est | Image manquante                                           |
| Nu féminin                                                | Naoum Aronson                             | Jardin de Reuilly                                                                       |                                                                            | 1925                  | à géolocaliser                   | Image manquante                                           |
| Nu féminin                                                | Raymond Delamarre                         | Jardin de Reuilly                                                                       |                                                                            | 1947                  | à géolocaliser                   | Image manquante                                           |
| Ourasi                                                    | Arnaud Kasper                             | Hippodrome de Vincennes                                                                 |                                                                            | 2014                  | à géolocaliser                   | Ourasi                                                    |
| Partition rouge                                           | Alberto Guzmán                            |                                                                                         |                                                                            |                       | à géolocaliser                   | Image manquante                                           |
| Pèlerins des nuages et de l'eau                           | Torao Yazaki                              | Bois de Vincennes                                                                       |                                                                            |                       | 48° 49′ 45″ nord, 2° 24′ 49″ est | Image manquante                                           |
| Pénélope                                                  | Antoine Bourdelle                         | Ministère de l'Économie et des Finances, douves le long du boulevard de Bercy           |                                                                            |                       | à géolocaliser                   | Image manquante                                           |
| Persée et Andromède                                       | Raymond Delamarre                         | Stade Léo-Lagrange                                                                      |                                                                            | 1928                  | à géolocaliser                   | Image manquante                                           |
| Persée tenant la tête de Méduse                           |                                           | Jardin tropical                                                                         |                                                                            |                       | 48° 50′ 01″ nord, 2° 28′ 03″ est | Persée tenant la tête de Méduse                           |
| Philippe Auguste                                          | Antoine Étex                              | Avenue du Trône                                                                         |                                                                            | 1844                  | 48° 50′ 53″ nord, 2° 23′ 54″ est | Image manquante                                           |
| La Promenade                                              | Sadko                                     | Cour du Marché-Saint-Antoine, sous le viaduc des Arts)                                  |                                                                            | 2001                  | à géolocaliser                   | Image manquante                                           |
| Saint-Louis                                               | Auguste Dumont                            | Avenue du Trône                                                                         |                                                                            | 1844                  | 48° 50′ 54″ nord, 2° 23′ 55″ est | Image manquante                                           |
| Sculpture                                                 | Oscar Niemeyer                            | Parc de Bercy                                                                           |                                                                            | 2007                  | 48° 50′ 14″ nord, 2° 22′ 54″ est | Image manquante                                           |
| Sculpture                                                 | Luis Martinez Richier                     |                                                                                         |                                                                            |                       | à géolocaliser                   | Image manquante                                           |
| Sculpture                                                 | Moon Ashin                                |                                                                                         |                                                                            |                       | à géolocaliser                   | Image manquante                                           |
| Sculpture musicale                                        | A. Zuber                                  | Terre plein de la promenade plantée, intersection de la rue de Toul et de la rue Sibuet |                                                                            |                       | 48° 50′ 27″ nord, 2° 24′ 08″ est | Image manquante                                           |
| Structures perpendiculaires                               | Henry Deryck                              | École Élisa-Lemonnier, avenue Armand-Rousseau                                           |                                                                            | 1974                  | à géolocaliser                   | Image manquante                                           |
| Tératologie                                               | Robert Fachard                            |                                                                                         |                                                                            |                       | à géolocaliser                   | Image manquante                                           |
| Territoires approchés de Shusaku                          | Paul Foujino                              |                                                                                         |                                                                            |                       | à géolocaliser                   | Image manquante                                           |
| Le Triomphe de la République                              | Jules Dalou                               | Place de la Nation                                                                      |                                                                            | 1899                  | 48° 50′ 54″ nord, 2° 23′ 45″ est | Le Triomphe de la République                              |
| L'Un                                                      | Étienne-Martin                            | Ministère de l'Économie et des Finances, douves le long du boulevard de Bercy           |                                                                            |                       | à géolocaliser                   | Image manquante                                           |
| Viaduc d'Austerlitz                                       | Jean Camille Formigé                      |                                                                                         | Décor métallique sculpté                                                   | 1903-1904             | 48° 50′ 37″ nord, 2° 22′ 04″ est | Viaduc d'Austerlitz                                       |

### Peintures murales
En dehors des graffiti et des œuvres de street art réalisés sans autorisation préalable (et en général effacées), le 12e arrondissement comporte plusieurs peintures murales effectuées avec l'aval des autorités ou des propriétaires. Un certain nombre occupent les portions aveugles des immeubles de grande hauteur du sud de l'arrondissement.
| Œuvre                             | Auteur              | Localisation                                            | Notes           | Installation | Coordonnées                      | Illustration                      |
| --------------------------------- | ------------------- | ------------------------------------------------------- | --------------- | ------------ | -------------------------------- | --------------------------------- |
| Aux arbres citoyens               | Roberto Matta       | Ministère de l'Économie et des Finances, hall Bérégovoy | Peinture murale |              | à géolocaliser                   | Image manquante                   |
| Fluctuations                      | Pierre Alechinsky   | Ministère de l'Économie et des Finances, hall Bérégovoy | Peinture murale |              | à géolocaliser                   | Image manquante                   |
| Grande fresque de la gare de Lyon | Jean-Baptiste Olive | Gare de Lyon                                            |                 | 1900         | 48° 50′ 41″ nord, 2° 22′ 29″ est | Grande fresque de la gare de Lyon |
| Pactole                           | Paul Rebeyrolle     | Ministère de l'Économie et des Finances, hall Bérégovoy | Peinture murale |              | à géolocaliser                   | Image manquante                   |
| Palmes                            | Gérard Titus-Carmel | Ministère de l'Économie et des Finances, hall Bérégovoy | Peinture murale |              | à géolocaliser                   | Image manquante                   |
| Peinture murale                   | Christian Babou     | 174 rue de Charenton                                    |                 | 1986         | à géolocaliser                   | Image manquante                   |
| Peinture murale                   | Thomas Zanko        | 182 rue du Faubourg-Saint-Antoine                       |                 | 1999         | à géolocaliser                   | Image manquante                   |
| Peinture murale                   | Tony Soulié         | 255 rue de Bercy                                        |                 | 2000         | à géolocaliser                   | Image manquante                   |
| Voyelles                          | Anna Princoupenko   | 171 rue de Charenton                                    | Peinture murale | 1990         | à géolocaliser                   | Image manquante                   |

### Œuvres diverses
| Œuvre                               | Auteur                             | Localisation                                                       | Notes                                | Installation | Coordonnées                      | Illustration    |
| ----------------------------------- | ---------------------------------- | ------------------------------------------------------------------ | ------------------------------------ | ------------ | -------------------------------- | --------------- |
| Call & Response                     | Langlands & Bell (en)              | Porte de Vincennes                                                 | Réalisée sur le tracé du tramway 3a, | 2012         | 48° 50′ 50″ nord, 2° 24′ 32″ est | Call & Response |
| Choses lues                         | Olivier Cadiot et Pierre Alferi    | Ensemble des stations du tramway                                   | Réalisée sur le tracé du tramway 3a, | 2012         | à géolocaliser                   | Image manquante |
| Composition 2                       | François Rouan                     |                                                                    | Tapisserie                           |              | à géolocaliser                   | Image manquante |
| Fresque                             | Liliane Bélembert et Odile Jacquot | Station de métro Bastille, quai de la ligne 1                      | fresque en céramique                 |              | à géolocaliser                   | Fresque         |
| Le Grand Ruban                      | Guy de Rougemont                   |                                                                    | marquetterie                         |              | à géolocaliser                   | Image manquante |
| Harmonies spatiales                 | Luigi Guardigli                    | Ministère de l'Économie et des Finances, dalle de l'allée de Bercy | mosaïque                             |              | à géolocaliser                   | Image manquante |
| Jardin des diversités végétales     | Michel Corajoud                    | Porte de Charenton                                                 | Réalisée sur le tracé du tramway 3a, | 2012         | à géolocaliser                   | Image manquante |
| Laudator Temporis                   | Ivan Moscatelli                    | Opéra Bastille                                                     | Horloge-vitrail murale               | 2007         | 48° 51′ 09″ nord, 2° 22′ 11″ est | Image manquante |
| Minnesota Est-Ouest-Sud-Nord        | Georges Noël                       |                                                                    | Tapis                                |              | à géolocaliser                   | Image manquante |
| Mosaïque                            | Ladislas Kijno                     | 24-26 rue Sibuet                                                   |                                      | 1968-1969    | 48° 50′ 34″ nord, 2° 24′ 09″ est | Image manquante |
| Mural                               | Bernard Turiot                     |                                                                    | Fresque                              |              | à géolocaliser                   | Image manquante |
| Les Plates-formes de la porte Dorée | John M. Armleder et Group8         | Porte Dorée                                                        | Réalisée sur le tracé du tramway 3a, | 2012         | à géolocaliser                   | Image manquante |
| Tapisserie                          | Jean-Pierre Pincemin               |                                                                    | Tapisserie                           |              | à géolocaliser                   | Image manquante |

### Monuments aux morts
| Œuvre                                                     | Auteur         | Localisation                                             | Notes | Installation | Coordonnées                      | Illustration                                              |
| --------------------------------------------------------- | -------------- | -------------------------------------------------------- | ----- | ------------ | -------------------------------- | --------------------------------------------------------- |
| Monument aux Cambodgiens et Laotiens morts pour la France |                | Jardin tropical                                          |       |              | 48° 50′ 06″ nord, 2° 28′ 06″ est | Monument aux Cambodgiens et Laotiens morts pour la France |
| Monument aux Indochinois chrétiens morts pour la France   |                | Jardin tropical                                          |       |              | 48° 50′ 05″ nord, 2° 28′ 01″ est | Monument aux Indochinois chrétiens morts pour la France   |
| Monument aux morts du PLM                                 | Louis Bonnier  | Gare de Lyon, salle des Pas-Perdus                       |       | 1925         | à géolocaliser                   | Image manquante                                           |
| Monument aux soldats coloniaux de la Grande Guerre        |                | Jardin tropical                                          |       |              | 48° 50′ 00″ nord, 2° 27′ 59″ est | Monument aux soldats coloniaux de la Grande Guerre        |
| Monument aux soldats noirs morts pour la France           |                | Jardin tropical                                          |       |              | 48° 50′ 00″ nord, 2° 27′ 58″ est | Monument aux soldats noirs morts pour la France           |
| Monument au souvenir des soldats de Madagascar            |                | Jardin tropical                                          |       |              | 48° 50′ 02″ nord, 2° 28′ 07″ est | Monument au souvenir des soldats de Madagascar            |
| Victoire                                                  | Raphaël Hubert | Avenue Daumesnil, devant la mairie du 12e arrondissement |       |              | 48° 50′ 29″ nord, 2° 23′ 15″ est | Victoire                                                  |